# Palausybra vestigialis
Palausybra vestigialis là một loài bọ cánh cứng trong họ Cerambycidae.